# Distretto di Debarwa
Il distretto di Debarwa è uno dei dieci distretti della regione del Sud, in Eritrea. Ha per capoluogo la città di Debarwa.